# Exciter (band)
 For alternative betydninger, se Exciter. (Se også artikler, som begynder med Exciter)
Exciter er et canadisk speed metal-band fra Ottawa i Ontario. De betragtes af mange som et af verdens første bands indenfor genren, og har været en inspirationskilde for mange indenfor thrash metal-genren. På trods af flere medlemsudskiftninger har bandet fastholdt en lille, men trofast fanskare i over 25 år.

## Diskografi

### Studiealbum
- 1983: Heavy Metal Maniac
- 1984: Violence & Force
- 1985: Long Live the Loud
- 1986: Unveiling the Wicked
- 1988: Exciter (O.T.T.)
- 1992: Kill after Kill
- 1997: The Dark Command
- 2000: Blood of Tyrants
- 2004: New Testament (genindspilninger af gamle Exciter-sange)
- 2008: Thrash Speed Burn

### Livealbum
- 1993: Better Live Than Dead

### Opsamlingsalbum
- 1991: Capitol Punishment

### Ep'er
- 1985: Feel the Knife

## Medlemmer
- Kenny "Metal Mouth" Winter – vokal
- John Ricci – guitar
- Rob "Clammy" Cohen – bas
- Rick Charron – trommer

### Tidligere medlemmer
- Dan Beehler – trommer, vokal
- Rob Malnati – vokal
- Brian McPhee – guitar
- Allan James Johnson – bas
- David Ledden – bas
- Jeff McDonald – bas
- Marc Charron – bas
- Jacques Belanger – vokal

## Fodnoter
1. ↑  Exciter | AllMusic